# Costa Marques
Costa Marques est une municipalité brésilienne située dans l'État du Rondônia.